# Dicranolepis baertsiana
Dicranolepis baertsiana är en tibastväxtart. Dicranolepis baertsiana ingår i släktet Dicranolepis och familjen tibastväxter.

## Underarter
Arten delas in i följande underarter:
- D. b. baertsiana
- D. b. fulva